# Ики-Манлан
Ики-Манлан (калм. Ики Манлан) — посёлок (сельского типа) в Малодербетовском районе Калмыкии, в составе Ики-Бухусовского сельского муниципального образования.
Население — 71 человек (2010).

## История
Дата основания не установлена. Дорожная станция Ики-Манлан-Шебенеры на пути от ставки Малодербетовского улуса к городу Чёрный Яр упоминается в Памятной книжке Астраханской губернии на 1914 год. В этом же источнике упоминается Ики-Манлан-Шебенеровская родовая школа.
До депортации калмыков Ики-Манлан (также был известен как Гурвн Худг) был крупным селом (На карте РККА 1940 года посёлок обозначен под названием Ики-Малан). В 1929 году здесь был организован овцесовхоз № 2 Малодербетовского улуса. В 1930-х в Ики-Манлан являлся центром сельского совета, к которому территориально относились совхозы «Большой Царын» и «Красносельский» и прилегающие к ним фермы. В посёлке действовала семилетняя школа.
28 декабря 1943 года калмыцкое население было депортировано. Территория передана в состав Сталинградской области. В 1948 году Икиманланский сельский совет был ликвидирован. В 1944 году решением исполнительного комитета Сталинградского областного совета депутатов трудящихся от 21 января № 2 посёлок переименован в Краснодорожный.
После возвращения калмыков из Сибири Ики-Манлан являлся фермой совхоза «Красносельский»

## Физико-географическая характеристика
Посёлок расположен на востоке Малодербетовского района у границы с Астраханской областью. Посёлок находится в северной части Сарпинской низменности, на высоте 1 м над уровнем моря. Рельеф местности равнинный. Со всех сторон посёлок окружён пастбищными угодьями. В окрестностях посёлка распространены солонцы в комплексе со светлокаштановыми солонцеватыми суглинистыми почвами.
Расстояние до административного центра сельского поселения посёлка Ики-Бухус — 36 км.
Климат
Согласно классификации климатов Кёппена-Гейгера посёлок находится в зоне семиаридного климата (индекс Bsk). Многолетняя норма осадков составляет всего 310 мм. Осадки в течение года распределены относительно равномерно: наибольшее количество осадков выпадает в июне — 33 мм наименьшее в марте и апреле — по 19 мм. Среднегодовая температура — 8,9 С, среднесуточная температура июля — 24,9 С, января — −7,1 С.
Часовой пояс
Ики-Манлан, как и вся Республика Калмыкия, находится в часовой зоне МСК (московское время). Смещение применяемого времени относительно UTC составляет +3:00.

## Население
Динамика численности населения
| 1987 |
| ---- |
| 280  |

| 2002 | 2010 |
| ---- | ---- |
| 113  | ↘71  |

Национальный состав
Согласно результатам переписи 2002 года большинство населения посёлка составляли калмыки (98 %)

## Известные уроженцы, жители
- Адучиев, Церен Базарович (1919—1990) — джангарчи.
- Пюрвеев, Дорджи Пюрвеевич (1905—1953) — председатель Президиума Верховного Совета Калмыцкой АССР (1938—1943).

## Инфраструктура
Социальная инфраструктура развита слабо. В посёлке действует фельдшерско-акушерский пункт, сельский клуб и библиотека, однако учреждения образования (детский сад и школа) отсутствуют.
Подъездная дорога с твёрдым покрытием также отсутствует. Система централизованного водоснабжения не организована.

## Экономика
В результате глубокого финансово-экономического кризиса 1990-х сельскохозяйственное производство пришло в упадок. Жители живут за счёт личных подсобных хозяйств.